# 桂美人
桂 美人（かつら びじん、1973年 - ）は、日本の小説家。女性。福井県出身、福井県立武生商業高等学校、専修大学商学部卒業。
2007年、「LOST CHILD」（刊行時改題『ロスト・チャイルド』）で第27回横溝正史ミステリ大賞を受賞し、作家デビュー（大村友貴美の「首挽村の殺人」と同時受賞）。
2016年、さばえ近松文学賞の特別審査員を務める。現在、会社員として勤務しながら執筆を続ける兼業作家である。神奈川県横浜市在住。

## 作品リスト
- ロスト・チャイルド（2007年6月 角川書店 / 2009年9月 角川文庫）
- マラリア（2008年6月 角川書店）
- エンディングノート（2009年8月 角川書店 / 2012年8月 角川文庫）
- 禅は急げ！落護寺・雲水相談室事件簿（2012年8月 角川書店）